# Marachina maraches
Marachina maraches is een vlinder uit de familie van de Lycaenidae. De wetenschappelijke naam van de soort werd als Thecla maraches in 1912 gepubliceerd door Hamilton Herbert Druce.